# مبرهنة منيلاوس

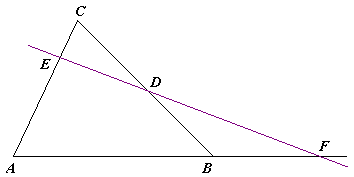
مبرهنة مينلاوس، الحالة الأولى: يمر المستقيم DEF داخل المثلث ABC.

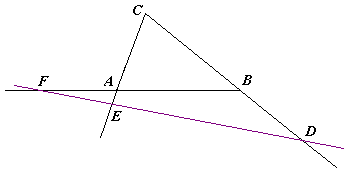
مبرهنة مينلاوس، الحالة الأولى: المستقيم DEF هو بالكامل خارج المثلث ABC.

في الهندسة الرياضية، مبرهنة مينلاوس هي مبرهنة صاغها منيلاوس الإسكندري تتعلق بالمثلثات في المستوي.
إذا كانت النقاط الثلاثة A، B، C تشكل مثلثاً هو ABC، وكانت النقاط D، E، F تقع على المستقيمات BC، AC، AB عندها تنص المبرهنة على أن النقاط الثلاثة D, E, F تقع على مستقيم واحد إذا وفقط إذا تحققت العلاقة:
{\displaystyle {\frac {AF}{FB}}\cdot {\frac {BD}{DC}}\cdot {\frac {CE}{EA}}=-1}
حيث يسمح في هذه النظرية لأطوال الأضلاع بأخذ قيمة سالبة. مثلاً تأخذ النسبة AF / FB قيمة موجبة فقط إذا قطع المستقيم DEF الضلع AB، وبشكل مماثل للكسور الأخرى.